# Tercio "Gran Capitan" 1º de La Legion
Il Tercio "Gran Capitan" 1º De La Legion è un'unità di fanteria della Legione spagnola  appartenente all'Ejército de Tierra spagnolo.

## Storia
Il 1° Tercio "Grande Capitán" fa parte del Comando Generale di Melilla, situato nel Quartiere "José Millán-Astray", il fondatore della Legione. Ha avuto origine nella prima Legione, creato nel Tahuima, in onore del condottiero rinascimentale Gonzalo Fernández de Córdoba, il 2 maggio 1925, composto dalle Bandere I, II, III e IV.
Essendo formato dai due più antichi Battaglioni, conserva le tradizioni della Legione spagnola, a partire dalla guerra d'Africa del 1920 e si conclude con la partecipazione a operazioni di peacekeeping in Bosnia come parte del “”Malaga e le Isole Canarie battlegroup”.
Come gli altri Tercios della Legione è un'unità amministrativa che può sviluppare missioni operative in caso di crisi formando un gruppo di battaglia. Assicura gli aspetti che regolano la vita quotidiana delle unità subordinate, gestisce la logistica, il personale e il materiale, gli affari finanziari e la giustizia militare.
Dal 2015 è alle dirette dipendenze della Comandancia General de Melilla.

## Missione
Inquadrato nel Comando Generale di Melilla, la sua missione principale è quella di fornire le unità di manovra, la sua Bandera può diventare gruppo di battaglia assicurando la difesa immediata della città di Melilla, le isole e scogli di sovranità del Comando generale militare, le cosiddette Plazas de soberanía.

## Organico
La Bandera “Comandante Franco” è composta dal personale dei comandi e da tre Compagnie di fucilieri meccanizzati, una Compagnia di appoggio, una Compagnia di supporto formata dalle sezioni di difesa anticarro, mortai pesanti, ricognizione, trasmissioni, difesa aerea, comando e osservazione, una Compagnia di servizi responsabile del supporto logistico nella manutenzione, fornitura dei servizi igienico-sanitari.
La Compagnia anticarro si compone di tre sezioni dotate di missili anticarro.

## I comandanti del Tercio
- D. Ricardo Alonso de Vega (25/10/39-05/03/42)
- D. Alberto Serrano Montaner (18/03/42-22/06/51)
- D. Luis de la Fuente y López (23/08/51-04/05/52)
- D. José Pérez Pérez	(21/05/52-01/10/54)
- D. Antonio Lucas Mata	(03/12/54-02/12/56)
- D. José García García	(27/12/56-24/02/57)
- D. Reyes Martínez Vera (25/02/57-30/07/60)
- D. Julio Coloma Gallegos (14/11/60-18/03/65)
- D. Leopoldo Gómez Hortigüela (16/07/65-21/04/68)
- D. Antonio Pascual Galmes (12/06/68-13/03/73)
- D. José Lamas Montes	(30/04/73-22/03/76)
- D. Ezequiel Morala Casaña (09/07/76-02/11/78)
- D. Carlos Fortea Ezquerro (15/03/79-07/04/80)
- D. José Sánchez Oliva	(26/06/80-23/07/83)
- D. José M. Frasquet Barber (23/09/83-24/09/85)
- D. Máximo de Miguel Page (24/09/85-26/09/87)
- D. Antonio Lucas González (26/09/87-25/07/89)
- D. Evaristo Muñoz Manero (28/11/89-02/08/91)
- D. Eduardo Ramos Gutiérrez (02/09/91-01/09/93)
- D. José Rodríguez Rodríguez (02/09/93-09/02/96)
- D. Carlos Blond Álvarez Manzano (09/02/96-16/02/98)
- D. Francisco J. Sánchez Barbero (16/02/98-10/02/00)
- D. Enrique de Vivero Fernández (10/02/00-28/06/02)
- D. Adolfo Coloma Contreras	(28/06/02-28/06/04)
- D. José Manuel Naveira Gómez	(28/06/04-28/06/06)
- D. Carlos Díaz del Rio 	(28/06/06-28/06/08)
- D. Fernando Ortiz Diaz-Hellín (28/06/08-DD/03/10
- D. Carlos Suarez Martinón 	DD/03/10-